# Alofon
Alofon (grčki: ἄλλος 'drugi' i φωνή 'zvuk', 'glas') u fonetici je naziv za izgovornu varijantu fonema koja nema utjecaja na značenje. Za razliku od fonema, alofon ne sadrži razlikovnu funkciju te njegovom promjenom ne dolazi do razlike u sadržaju. Fonemi i alofoni jezične su jedinice koje su apstraktne, a fonovi (glasovi) njihova su promjenjiva ostvarenja – konkretni glasovi.
Glasovi se smatraju alofonima ako su fonetski slični, a slobodno se zamjenjuju jedni drugima jer zamjena jednoga glasa drugim ne mijenja značenje (tada se zovu slobodne inačice ili fakultativne varijante) ili se ne pojavljuju u istome okolišu (tada se zovu dopunske inačice ili komplementarne/pozicijske varijante).
Tako je, primjerice, fon (glas) [ŋ] u hrvatskom jeziku alofon fonema /n/ koji se pojavljuje ispred velarnoga suglasnika poput glasa [k] u riječi Anka. Glas [ŋ] ne postoji kao fonem u hrvatskom jer se pojavljuje samo i isključivo ispred velarnih suglasnika [k], [g] i [x] kao alofon fonema /n/. Ovo je primjer dopunske inačice.
S druge je strane zamjena zubnoga n i desničkog n u svim slučajevima kao u riječi Nika ([n̪ika] i [nika]). Točan izgovor ne ovisi o kontekstu u kojem se fonem pojavljuje, ovo je primjer slobodne inačice. Slobodna zamjena jednoga glasa drugim često nije toliko slobodna jer obično ovisi o socijalnim i lingvističkim faktorima.
Hrvatski govornici sve inačice fonema /n/ koje su spomenute razumiju kao jedan glas /n/. Fonem je govornikova unutrašnja predodžba pojedinog glasa koji se izgovara različito ovisno o kontekstu u kojemu se pojavljuje ili pojedincu koji ga izgovara. Govornici su nesvjesni različitih izgovora istoga fonema.